# Ü
Ü (gemenform: ü), ibland kallat tyskt y, är ett tecken i det utökade latinska alfabetet, baserat på U, u med omljud. Det har olika betydelse och status i olika språk. Egentligen representerar ü tre helt skilda tecken: dels ett eget tecken, dels u med diaresis, dels digrafen ue.

## Egen bokstav
I de azerbajdzjanska, estniska, karelska, spanska, franska, katalanska, krimtatariska, portugisiska, tatariska, turkiska, turkmeniska, uiguriska och ungerska latinska alfabetena är ü en egen bokstav, distinkt från u och ue, med egen plats i alfabetet. Det uttalas vanligen som [y].
I transkribering av kinesiska med pinyin och Wade–Giles används ü för att markera y-ljud. I pinyin används det bara när u vore tvetydigt.

## Diaresis
På flera språk används de två prickarna kallade trema (diaresis) för att markera att en vokal ska uttalas självständigt och inte i kombination med en annan bokstav. När detta appliceras på u bildas tecknet ü. På spanska används det för att markera att bokstaven u ska uttalas när det är placerat mellan g och e eller mellan g och i, till exempel vergüenza. Vanligtvis är u:et vid sådana placeringar annars stumt, som exempelvis i namnet på den spanska staden Guernica. Ü sorteras i allmänhet som u på dessa språk.

## Ue
Digrafen ue kom i tyska medeltida handskrifter att skrivas som ett u med ett litet e ovanför. Detta utvecklades sedan till ett u med två vertikala linjer, som så småningom blev till två prickar.
På tyska uppstår ü i omljud av u, som i Fuß/Füße (’fot/fötter’). Det räknas som en variant av u i sortering. När ü inte finns tillgängligt i tryck används ue.
På svenska förekommer ü bland annat i det tyska lånordet müsli, samt i efternamn med tyskt ursprung som Bülow och Klüft. Det uttalas och sorteras som y och kallas i folkmun för tyskt y. Y finns i det tyska alfabetet, men används inte annat än i lånord och egennamn.

## På datorer
På tyska och schweizertyska tangentbord är ü oftast en egen tangent. På tangentbord där det inte är så – exempelvis på svenska tangentbord – kan tecknet ofta skrivas genom att användaren först trycker på tangenten med trema (tangenten med två punkter), och sedan på u.
Tecknen Ü och ü finns kodade som egna tecken i Unicode: U+00DC respektive U+00FC.